# (11820) Mikiyasato
(11820) Mikiyasato est un astéroïde de la ceinture principale.

## Description
(11820) Mikiyasato est un astéroïde de la ceinture principale. Il fut découvert le 1er mars 1981 à l'Observatoire de Siding Spring par Schelte J. Bus. Il présente une orbite caractérisée par un demi-grand axe de 3,05 UA, une excentricité de 0,07 et une inclinaison de 10,5° par rapport à l'écliptique.